# 김승빈
김승빈(2000년 12월 28일~)은 대한민국의 축구 선수이다.

## 구단 경력
2019년 FK 두클라 프라하에 입단했다. 2019-20시즌부터 B팀에서 뛰기 시작한 그는 2020-21 시즌에 A팀의 선수로서 활동하며 리그 58경기 9득점을 기록했다.
2022년 말,  체코 1부 리그의 1. FC 슬로바츠코로 이적했다.